# Giuseppe Chiarini
Giuseppe Chiarini (Arezzo, 17 d'agost de 1833 - Roma, 4 d'agost de 1908) va ser un escriptor i crític literari italià.

## Obres
- Ombre e figure. Saggi critici. Swinburne. Shelley. Heine. Foscolo. Leopardi. Carducci, Roma 1883
- Donne e poeti. Appunti critici, Roma 1885
- Gli amori di Ugo Foscolo nelle sue lettere. Ricerche e studi, 2 Bde., Bologna 1892
- Studi shakespeariani, Livorno 1896
- Studi e ritratti letterari, Livorno 1900
- Giosue Carducci. Impressioni e ricordi, Bologna 1901
- Memorie della vita di Giosue Carducci raccolte da un amico, Florència 1903
- La vita di Giacomo Leopardi, Florència 1905, Roma 1987
- La vita di Ugo Foscolo, Florenz 1910, 1927, Manziana 1989
- Della filosofia leopardiana. Dialogo fra un filosofo giobertiano ed un razionalista, Raffaele Gaetano, Soveria Mannelli 2000